# Flughafen Sultan Aji Muhamad Sulaiman

i8
i11
i13
Der internationale Flughafen Sultan Aji Muhamad Sulaiman (indonesisch Bandar Udara Internasional Sultan Aji Muhammad Sulaiman Sepinggan, IATA-Code: BPN, ICAO-Code: WALL) ist der Flughafen von Balikpapan, der zweitgrößten Stadt der indonesischen Provinz Kalimantan Timur. Der neue Flughafen wurde 1997 eröffnet und ersetzte die bereits in Kolonialzeit entstandene, alte Anlage auf dem gleichen Gelände. Gemessen an der Passagieranzahl ist er der sechstgrößte Flughafen Indonesiens.

## Geschichte
Der Flughafen Sultan Aji Muhamad Sulaiman wurde in der Kolonialzeit vor allem für die niederländischen Öl-Förderungsaktivitäten in der Region genutzt.
Das indonesische Verkehrsministerium öffnete den Flughafen 1960 für den zivilen bzw. kommerziellen Flugzeugverkehr.
1987 wurde die Flughafenverwaltung gemäß der Regierungsverordnung an dem staatlichen Flughafenbetreiber PT. Angkasa Pura I übergeben.
Der Flughafen wurde zwischen 1991 und 1997 zweimal renoviert. Die erste Phase lief von 1991 bis 1994 mit der Erweiterung der Start- und Landebahn und der Renovierung der Rollbahn, Fluggast- und Cargo-Terminal. Die zweite Phase lief von 1996 bis 1997 mit der Renovierung der Wartungshalle, des Treibstofflagers und des Verwaltungsgebäudes.

## Verkehrszahlen
| Betriebsjahr | Passagieraufkommen | Luftfracht [Kg] | Flugbewegungen |
| ------------ | ------------------ | --------------- | -------------- |
| 2002         | 1.393.336          | 16.970.449      | 33.972         |
| 2003         | 1.861.090          | 15.474.688      | 40.192         |
| 2004         | 2.202.668          | 10.082.364      | 40.165         |
| 2005         | 2.453.437          | 28.698.218      | 42.940         |
| 2006         | 2.872.768          | 23.813.496      | 43.854         |
| 2007         | 3.165.211          | 26.079.637      | 45.520         |
| 2008         | 3.576.380          | 27.176.427      | 47.799         |
| 2009         | 4.311.322          | 31.261.716      | 49.794         |
| 2010         | 5.105.031          | 37.972.878      | 57.109         |
| 2011         | 5.680.961          | 45.124.687      | 63.389         |
| 2020         | 966.196            | 44.486.000      | 58.860         |

Fracht 2020 auf Tonnen gerundet.

## Fluggesellschaften und Ziele
Folgende Fluggesellschaften fliegen regelmäßig den Flughafen an:
| Fluggesellschaft  | Flugziele                                                                              | Terminal |
| ----------------- | -------------------------------------------------------------------------------------- | -------- |
| AirAsia           | Kuala Lumpur                                                                           | A        |
| Citilink          | Jakarta-Soekarno-Hatta                                                                 | A        |
| Garuda Indonesia  | Jakarta-Soekarno-Hatta, Makassar, Surabaya, Tarakan (ab 20. Dezember 2012), Yogyakarta | A        |
| Kal Star Aviation | Samarinda                                                                              | A        |
| Lion Air          | Jakarta-Soekarno-Hatta, Makassar, Surabaya, Tarakan, Yogyakarta, Manado, Palu          | B        |
| Silk Air          | Singapur                                                                               | A        |
| Sriwijaya Air     | Jakarta-Soekarno-Hatta, Makassar, Surabaya, Tarakan, Yogyakarta                        | A        |
| Susi Air          | Melak, Samarinda                                                                       | A        |

## Zwischenfälle
- Am 4. Juli 1988 landete eine Vickers Viscount 843 der indonesischen Bouraq Indonesia Airlines (Luftfahrzeugkennzeichen (PK-IVW)) mit Rückenwind auf der nassen Landebahn am Flughafen Balikpapan. Nach dem Aufsetzen brachen das Bug- und rechte Hauptfahrwerk zusammen. Die Maschine wurde irreparabel beschädigt. Alle 76 Insassen überlebten den Unfall.[3]